# Гузіївка
Гузіївка — село в Україні, у Сєвєродонецькій міській громаді Сіверськодонецького району Луганської області. Населення становить 2052 особи (станом на 2001 рік). Село розташоване на північному сході Сіверськодонецького району, за 24,1 кілометра від районного центру на березі річки Хвильова Плотва.

## Назва
Колишні назви населеного пункту — село «Гузіївка» (до 1791 р.), «Новотроїцьке» (до 1830 р.).
19 вересня 2024 року Верховна Рада підтримала перейменування села Нова Астрахань на Гузіївка. 26 вересня 2024 року перейменування набуло чинності.

## Історія
Датою заснування села вважають 1787 рік, коли тут оселився запорізький козак Гузь. Спочатку і хутір називався Гузіївка. У 1791 році в зв'язку зі спорудженням церкви Святої Трійці Гузіївка перейменована в село Новотроїцьке. Розташоване на великому торговому шляху зі Слов'янська в Старобільськ, Новотроїцьке швидко розросталося. У 1800 році тут проживало 1880 жителів.
З 1923 року Нова Астрахань була центром Новоастраханського району Харківської губернії.
- Нова Астрахань. Історія міст і сіл Украинської РСР. 12.05.2017.

- Новая Астрахань.Филарет Гумилевский «Историко-статистическое описание Харьковской епархии». Андрей Парамонов (г. Харьков). Проект "Откуда родом". Архів оригіналу за 26 лютого 2020. Процитовано 4 травня 2020.(рос.)

Після встановлення у селі радянської влади тут відбулось антирадянське повстання, на придушення якого партійний осередок Рубіжного направив групи озброєних робітників.
Нинішній кам'яний храм Святої Трійці освячено в 1849 році. Храм на центральній площі не зберігся, але є декілька цегляних дорадянських будинків.

## Географія
Село Гузіївка лежить за 24,1 км на північний схід від міста Кремінна, фізична відстань до Києва — 576,1 км.
| Клімат Нової Астрахані  | Клімат Нової Астрахані | Клімат Нової Астрахані | Клімат Нової Астрахані | Клімат Нової Астрахані | Клімат Нової Астрахані | Клімат Нової Астрахані | Клімат Нової Астрахані | Клімат Нової Астрахані | Клімат Нової Астрахані | Клімат Нової Астрахані | Клімат Нової Астрахані | Клімат Нової Астрахані | Клімат Нової Астрахані |
| Показник                | Січ.                   | Лют.                   | Бер.                   | Квіт.                  | Трав.                  | Черв.                  | Лип.                   | Серп.                  | Вер.                   | Жовт.                  | Лист.                  | Груд.                  | Рік                    |
| Середній максимум, °C   | −3,3                   | −2,8                   | 2,6                    | 14,0                   | 21,6                   | 25,5                   | 27,0                   | 26,3                   | 20,2                   | 12,0                   | 4,0                    | −0,3                   | 12,2                   |
| Середня температура, °C | −6,4                   | −6,1                   | −0,8                   | 9,2                    | 16,2                   | 20,1                   | 21,7                   | 20,9                   | 15,2                   | 8,0                    | 1,2                    | −3                     | 8,0                    |
| Середній мінімум, °C    | −9,4                   | −9,3                   | −4,1                   | 4,5                    | 10,8                   | 14,7                   | 16,4                   | 15,5                   | 10,2                   | 4,1                    | −1,5                   | −5,6                   | 3,9                    |
| Норма опадів, мм        | 44                     | 33                     | 26                     | 37                     | 43                     | 59                     | 54                     | 40                     | 37                     | 33                     | 45                     | 47                     | 498                    |
| ----------------------- | ---------------------- | ---------------------- | ---------------------- | ---------------------- | ---------------------- | ---------------------- | ---------------------- | ---------------------- | ---------------------- | ---------------------- | ---------------------- | ---------------------- | ---------------------- |
| Джерело:                |                        |                        |                        |                        |                        |                        |                        |                        |                        |                        |                        |                        |                        |

## Населення
Станом на 1989 рік у селі проживало 2183 особи, серед них — 955 чоловіків і 1228 жінок.
За даними перепису населення 2001 року в селі проживали 2052 особи. Рідною мовою назвали:
| Мова       | Кількість осіб | Відсоток |
| ---------- | -------------- | -------- |
| українська | 1865           | 90,89 %  |
| російська  | 166            | 8,09 %   |
| вірменська | 3              | 0,15 %   |
| білоруська | 2              | 0,10 %   |
| молдовська | 1              | 0,05 %   |
| інші       | 15             | 0,72 %   |

## Політика
Голова сільської ради — Татарченко Ольга Іванівна, 1965 року народження, вперше обрана у 2007 році. Інтереси громади представляють 16 депутатів сільської ради:
| Партія          | Кількість депутатів | Відсоток |
| --------------- | ------------------- | -------- |
| Партія регіонів | 15                  | 93,75 %  |
| самовисування   | 1                   | 6,25 %   |

На виборах у селі Гузіївка працює окрема виборча дільниця, розташована в приміщенні ЗОШ І-ІІ ступеня. Результати виборів:
- Парламентські вибори 2002: зареєстровано 1614 виборців, явка 72,00 %, найбільше голосів віддано за Комуністичну партію України — 35,20 %, за блок «За єдину Україну!» — 30,38 %, за Соціал-демократичну партію України — 8,86 %. В одномандатному окрузі найбільше голосів отримала Катерина Фоменко («За єдину Україну!») — 55,08 %, за Володимира Юника (Комуністична партія України) — 21,51 %, за Людмилу Підтинну (самовисування) — 2,93 %[12].
- Вибори Президента України 2004 (перший тур): зареєстровано 1587 виборців, явка 87,27 %, з них за Віктора Януковича — 83,61 %, за Петра Симоненка — 5,19 %, за Олександра Мороза — 3,17 %[13].
- Вибори Президента України 2004 (другий тур): зареєстровано 1587 виборців, явка 90,17 %, з них за Віктора Януковича — 96,57 %, за Віктора Ющенка — 1,95 %[13].
- Вибори Президента України 2004 (третій тур): зареєстровано 1587 виборців, явка 88,34 %, з них за Віктора Януковича — 89,01 %, за Віктора Ющенка — 6,34 %[13].
- Парламентські вибори 2006: зареєстрований 1521 виборець, явка 73,18 %, найбільше голосів віддано за Партію регіонів — 80,86 %, за Комуністичну партію України — 4,40 %, за Блок Юлії Тимошенко — 3,59 %[14].
- Парламентські вибори 2007: зареєстровано 1590 виборців, явка 61,07 %, найбільше голосів віддано за Партію регіонів — 75,70 %, за Комуністичну партію України — 7,42 %, за Блок Юлії Тимошенко — 4,53 %[15].
- Вибори Президента України 2010 (перший тур): зареєстровано 1477 виборців, явка 64,86 %, найбільше голосів віддано за Віктора Януковича — 71,92 %, за Сергія Тігіпка — 7,10 %, за Юлію Тимошенко — 6,26 %[16].
- Вибори Президента України 2010 (другий тур): зареєстровано 1486 виборців, явка 71,33 %, з них за Віктора Януковича — 88,30 %, за Юлію Тимошенко — 6,60 %[17].
- Парламентські вибори 2012: зареєстровано 1423 виборці, явка 50,18 %, найбільше голосів віддано за Партію регіонів — 66,81 %, за Комуністичну партію України — 13,03 % та Всеукраїнське об'єднання «Батьківщина» — 7,14 %.[18] В одномандатному окрузі найбільше голосів отримав Віктор Тихонов (Партія регіонів) — 68,93 %, за Володимира Юника (Комуністична партія України) — 9,29 %, за Миколу Слєпцова (Всеукраїнське об'єднання «Батьківщина») — 8,32 %[19].
- Вибори Президента України 2014: зареєстровано 1390 виборців, явка 14,24 %, з них за Юлію Тимошенко — 27,72 %, за Петра Порошенка — 19,70 %, за Сергія Тігіпка — 19,19 %[20].

## Транспорт
Через село проходить автомобільний шлях територіального значення Т 1302. Село має пряме транспортне сполучення із Сіверськодонецьком.

## Світлини

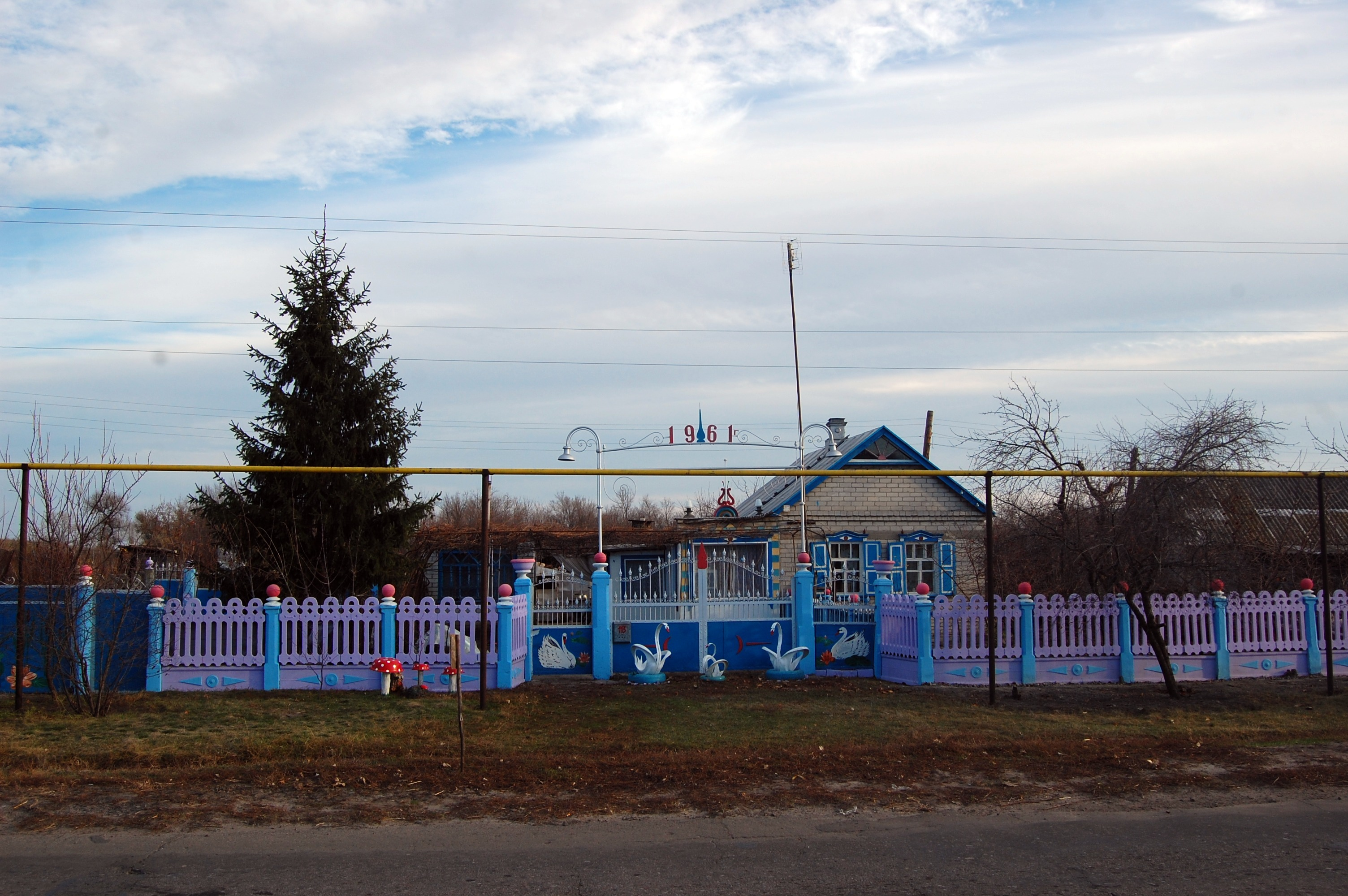
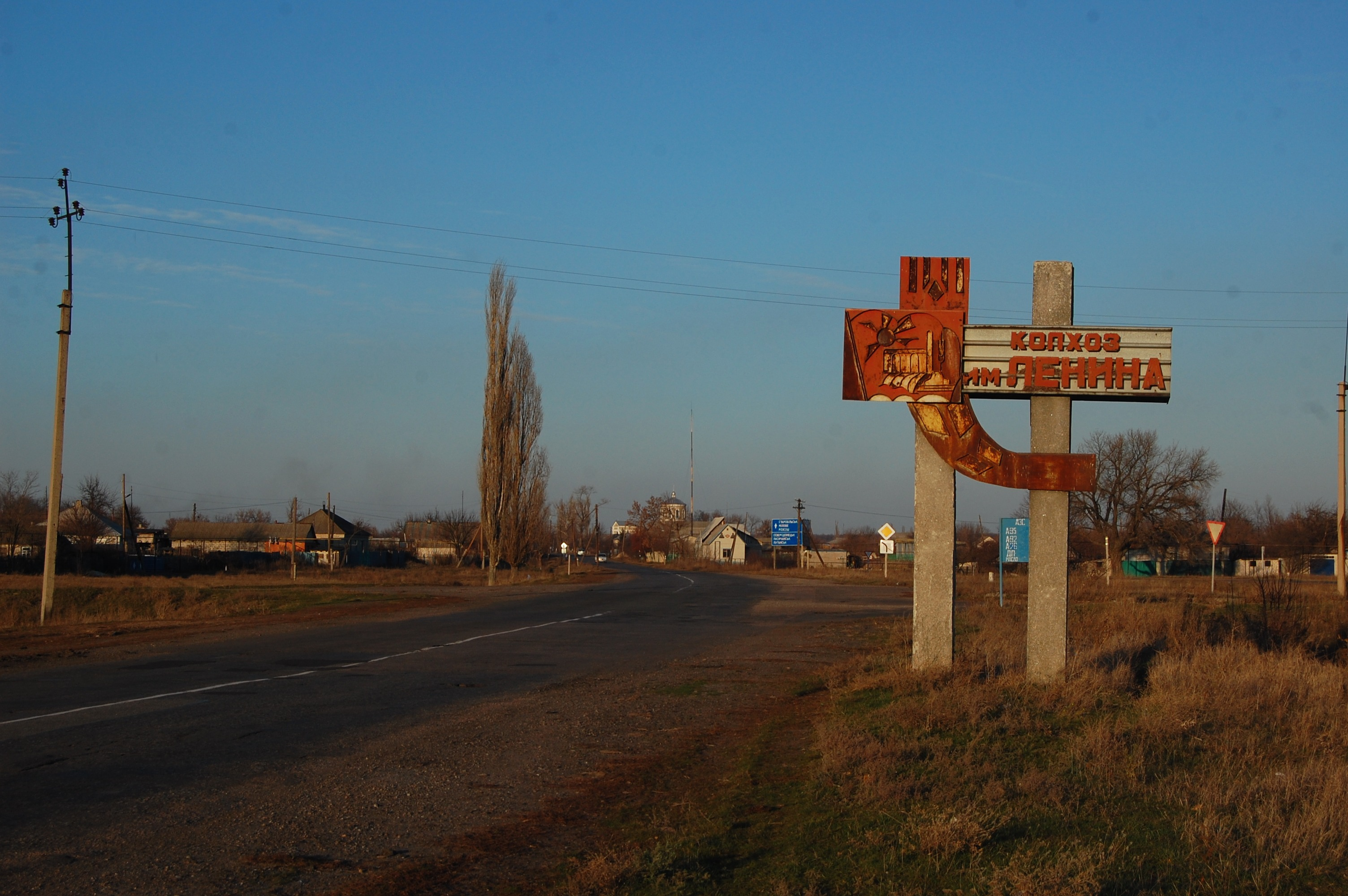
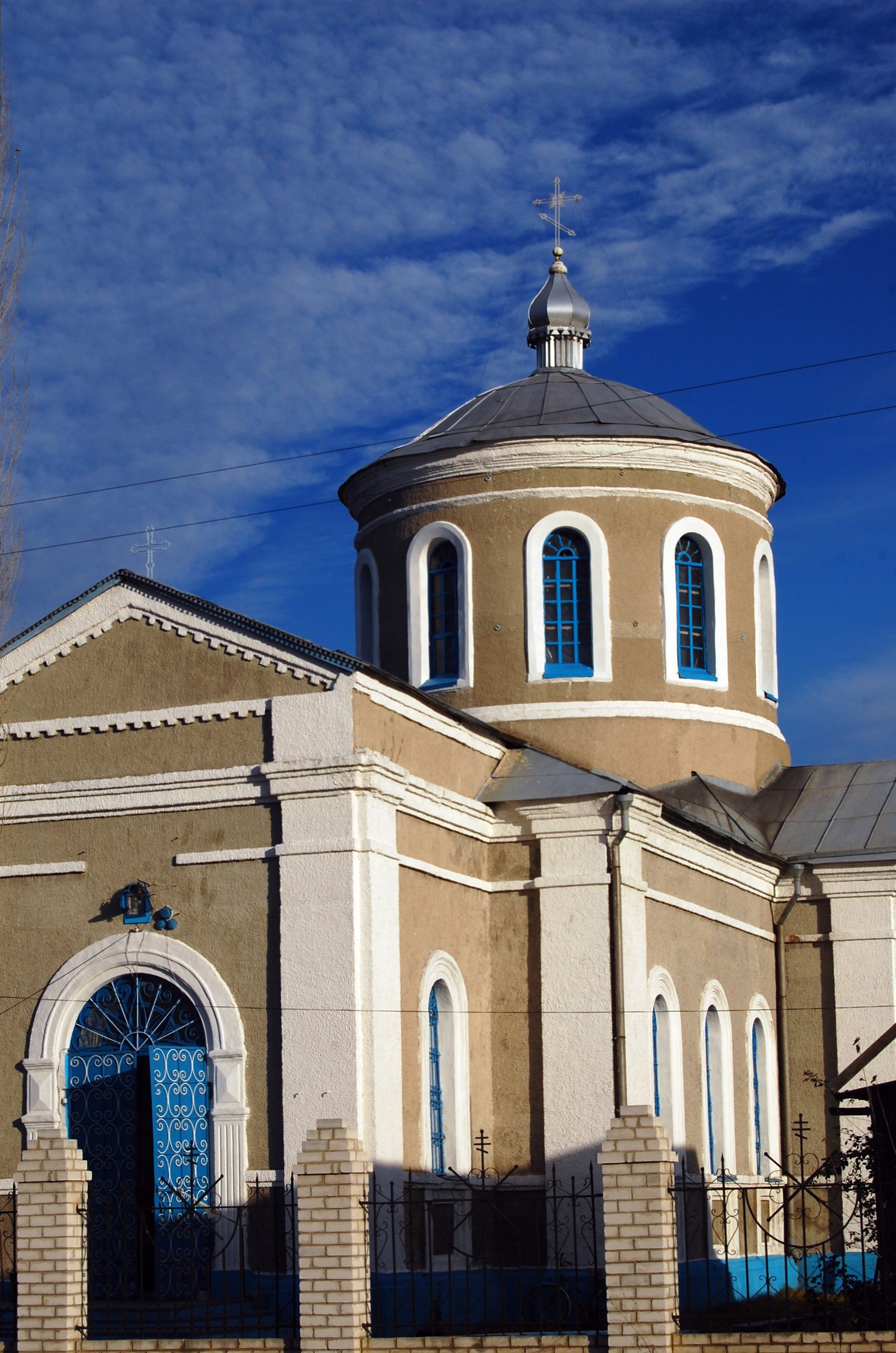

## Відомі уродженці
- Данько Василь Йосипович[ru] (1917—1988) — майор Радянської Армії, учасник німецько-радянської війни, Герой Радянського Союзу (1943).

## Згадки у ЗМІ
- Військове поселення Нова Астрахань додає віку [Архівовано 4 грудня 2021 у Wayback Machine.]  //10.08.2021